# Asgaroth

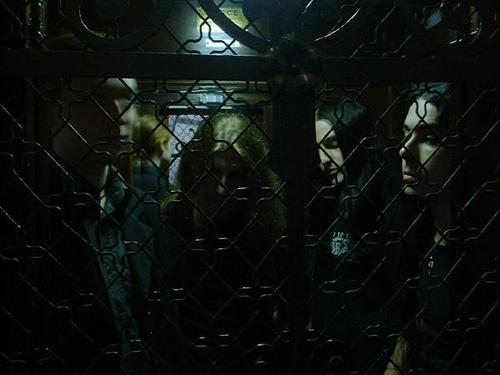
Asgaroth

Asgaroth was een Spaanse metalband die actief was tussen 1995 en 2007. De band speelde black metal met invloeden uit de progressieve metal, symfonische metal en doommetal.

## Discografie
- 1995 - Songs Of War (zelfuitgebrachte demo)
- 1996 - The Quest For Eldenhor (New Gotia Records / Repulse Records)
- 1997 - Trapped in the Depths of Eve (New Gotia Records / Repulse Records)
- 1998 - Absence Spells Beyond... (Abstract Emotions)
- 2001 - Red Shift (Abstract Emotions)
- 2002 - Red Shift (Peaceville)

- MusicBrainz: c517b6b1-8270-43e8-97c5-bdc1b7b0d535
- Virtual International Authority File: 141134743